# Viola atropurpurea
Viola atropurpurea Leyb. – gatunek roślin z rodziny fiołkowatych (Violaceae). Występuje naturalnie w Chile i Argentynie. 

## Morfologia
PokrójBylina dorastająca do 5 cm wysokości, tworzy kłącza.
LiścieZebrane w rozetę. Blaszka liściowa ma owalny kształt. Mierzy 2–6 mm długości oraz 3–8 mm szerokości, jest niemal całobrzega, ma ściętą nasadę i tępy wierzchołek. Ogonek liściowy jest owłosiony.
KwiatyPojedyncze, wyrastające z kątów pędów. Mają działki kielicha o owalnym kształcie. Płatki są odwrotnie jajowate, mają fioletową barwę oraz 6–7 mm długości, płatek przedni jest wyposażony w obłą ostrogę.

## Biologia i ekologia
Rośnie na terenach skalistych. 